# Espaubourg

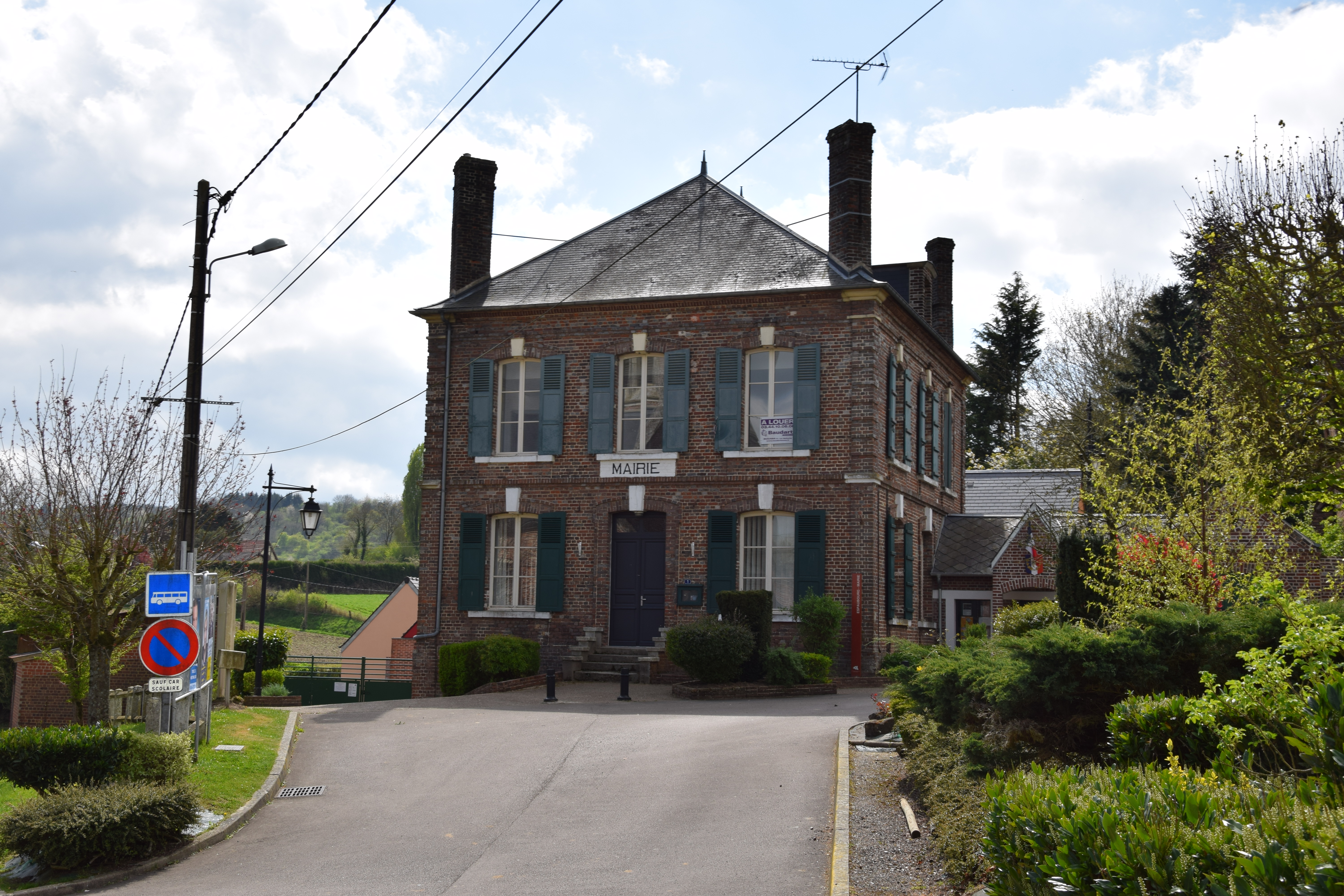
Rathaus von Espaubourg

Espaubourg ist eine französische Gemeinde mit 504 Einwohnern (Stand 1. Januar 2022) im Département Oise in der Region Hauts-de-France. Die Gemeinde liegt im Arrondissement Beauvais und ist Teil der Communauté de communes du Pays de Bray und des Kantons Grandvilliers.

## Geographie
Die Gemeinde liegt an einem in der Karte nicht benannten kleinen südlichen Zufluss des Avelon. Sie wird im Norden von der Route nationale 31 (Europastraße 46) begrenzt, an der der Ortsteil Les Landrons liegt, dessen Entfernung nach Gournay-en-Bray rund 13,5 km beträgt. Das Zentrum der Gemeinde liegt weiter südlich an der Départementsstraße D109. Nördlich von ihm stehen die Häuser von Les Clos. Im Osten erstreckt sich das Gemeindegebiet bis an den Ortseingang von Saint-Aubin-en-Bray, im Süden geringfügig über die Höhenstufe hinaus, auf der Le Coudray-Saint-Germer liegt.

## Einwohner
| 1962 | 1968 | 1975 | 1982 | 1990 | 1999 | 2006 | 2011 |
| ---- | ---- | ---- | ---- | ---- | ---- | ---- | ---- |
| 228  | 244  | 206  | 223  | 308  | 376  | 393  | 481  |

## Sehenswürdigkeiten
- Kirche Saint-Martin[1] aus der ersten Hälfte des 16. Jahrhunderts mit Glasfenstern, Reiterstatue des heiligen Martin  aus der Erbauungszeit[2], Zelebrantenstuhl[3] und Taufbecken wohl aus dem 12. Jahrhundert[4]